# Wahlkreis Angus North and Mearns
| Angus North and Mearns                       |
| -------------------------------------------- |
| Angus North and Mearns · North East Scotland |
| Gebildet                                     |
| 2011                                         |
| Abgeordneter                                 |
| Mairi Gougeon (SNP)                          |
| Regionen                                     |
| Aberdeenshire Angus                          |

Angus North and Mearns ist ein Wahlkreis für das Schottische Parlament. Er wurde 2011 als einer von zehn Wahlkreisen der Wahlregion North East Scotland eingeführt, die im Zuge der Revision der Wahlkreise im Jahre 2011 neu zugeschnitten und von neun auf zehn Wahlkreise erweitert wurde. Hierbei wurde der Wahlkreis Angus North and Mearns aus Gebieten der ehemaligen Wahlkreise West Aberdeenshire and Kincardine und Angus sowie den nordöstlichen Teilen des ehemaligen Wahlkreises North Tayside der benachbarten Wahlregion Mid Scotland and Fife gebildet. Er umfasst südliche Gebiete der Council Area Aberdeenshire und Teile von Angus mit den Städten Brechin, Forfar und Stonehaven. Der Wahlkreis entsendet einen Abgeordneten.
Der Wahlkreis erstreckt sich über eine Fläche von 1442,8 km2. Im Jahre 2020 lebten 70.575 Personen innerhalb seiner Grenzen.

## Wahlergebnisse

### Parlamentswahl 2011
| Ergebnisse der Parlamentswahl 2011 | Ergebnisse der Parlamentswahl 2011 | Ergebnisse der Parlamentswahl 2011 | Ergebnisse der Parlamentswahl 2011 |
| Partei                             | Kandidat                           | Stimmen                            | %                                  |
| ---------------------------------- | ---------------------------------- | ---------------------------------- | ---------------------------------- |
| SNP                                | Nigel Don                          | 13.660                             | 54,8                               |
| Conservative                       | Alex Johnstone                     | 6374                               | 25,6                               |
| Labour                             | Kevin Hutchens                     | 3160                               | 12,7                               |
| Liberal Democrats                  | Sanjay Samani                      | 1726                               | 6,9                                |
| Wahlbeteiligung: 24.920 (47,81 %)  |                                    |                                    |                                    |

### Parlamentswahl 2016
| Ergebnisse der Parlamentswahl 2016 | Ergebnisse der Parlamentswahl 2016 | Ergebnisse der Parlamentswahl 2016 | Ergebnisse der Parlamentswahl 2016 | Ergebnisse der Parlamentswahl 2016 |
| Partei                             | Kandidat                           | Stimmen                            | %                                  | ±                                  |
| ---------------------------------- | ---------------------------------- | ---------------------------------- | ---------------------------------- | ---------------------------------- |
| SNP                                | Mairi Evans                        | 13.417                             | 45,7                               | −9,1                               |
| Conservative                       | Alex Johnstone                     | 10.945                             | 37,3                               | +11,7                              |
| Labour                             | John Ruddy                         | 2.752                              | 9,4                                | −3,3                               |
| Liberal Democrats                  | Euan Davidson                      | 2.265                              | 7,7                                | +0,8                               |
| Wahlbeteiligung: (54,1 %)          |                                    |                                    |                                    |                                    |

### Parlamentswahl 2021
| Ergebnisse der Parlamentswahl 2021 | Ergebnisse der Parlamentswahl 2021 | Ergebnisse der Parlamentswahl 2021 | Ergebnisse der Parlamentswahl 2021 | Ergebnisse der Parlamentswahl 2021 |
| Partei                             | Kandidat                           | Stimmen                            | %                                  | ±                                  |
| ---------------------------------- | ---------------------------------- | ---------------------------------- | ---------------------------------- | ---------------------------------- |
| SNP                                | Mairi Gougeon                      | 17.144                             | 48,6                               | +2,9                               |
| Conservative                       | Braden Davy                        | 13.635                             | 38,7                               | +1,5                               |
| Labour                             | Cindy Douglas                      | 2.686                              | 7,6                                | −1,8                               |
| Liberal Democrats                  | Michael Turvey                     | 1.804                              | 5,1                                | −2,6                               |
| Wahlbeteiligung: 64 %              |                                    |                                    |                                    |                                    |